# Anno 1602
Anno 1602 : À la conquête d'un Nouveau Monde (1602 A.D. aux États-Unis, au Canada et en Australie) est un jeu vidéo de gestion et de stratégie en temps réel développé par Max Design et publié par Sunflowers en 1998 sur PC. Le jeu se déroule au XVIIe siècle et charge le joueur d’établir et de faire prospérer des colonies dans le nouveau monde. Il combine des éléments de city-builder pour les aspects de construction et de développement des colonies, avec des éléments de jeu de stratégie en temps réel pour l’aspect militaire qui, sans être prépondérant, est néanmoins incontournable pour assurer la protection des colonies. Il se distingue de plus des city-builder par l’importance donné à l’exploration et au commerce. À sa sortie, il fait l’objet de critiques plutôt positives dans la presse spécialisée qui salue la richesse et la complexité de son système économique mais qui déplore la pauvreté de sa réalisation et de sa dimension stratégique. Il rencontre un succès commercial sans précédent pour un jeu vidéo développé en Allemagne avec au total plus de 2,5 millions de copies vendues dans le monde. Il bénéficie de deux extensions, Nouvelles Îles, Nouvelles Aventures (1998) et Au nom des rois (1999) qui ne sont publiées qu’en Allemagne. Il marque également le début de la série Anno qui compte au total sept jeux, dont deux se déroulent dans le futur, et plusieurs jeux dérivés.

## Système de jeu
Anno 1602 est un jeu de stratégie et de gestion dans lequel le joueur doit établir et faire prospérer des colonies dans le nouveau monde. Le jeu combine des éléments de city-builder pour les aspects de construction et de développement des colonies avec des éléments de jeu de stratégie en temps réel pour l’aspect militaire qui, sans être prépondérant, est néanmoins incontournable pour assurer la protection des colonies. Il se distingue de plus des city-builder par l’importance donné à l’exploration et au commerce,.
Le joueur dispose au départ d’un unique navire qui transporte du bois, des outils et des vivres et avec lequel il navigue dans un archipel du nouveau monde, constitué d’une dizaine d’îles dont la disposition et la topographie change à chaque partie. Avec son navire, il peut explorer les îles environnantes afin d’en estimer le potentiel en termes de ressources agricoles et minières, et ainsi de choisir l’emplacement le plus favorable pour installer sa première colonie. Une fois installé, il peut commencer à la développer en construisant ses premières installations. Il n’a au départ à sa disposition qu’un nombre limité d’infrastructures dont l’entrepôt, la hutte de forestier et la cabane de pécheur. Pour en débloquer de nouvelles, il doit faire prospérer sa colonie afin d’en augmenter le nombre d’habitants, chaque palier de population permettant de construire de nouvelles infrastructure. Il doit également améliorer les conditions de vie des habitants de la colonie afin de les faire progresser dans l’échelle sociale, et ainsi augmenter les revenus qu’il peut en tirer. Les premiers pionniers peuvent ainsi devenir des colons, puis des citoyens, des marchands et finalement, des aristocrates. Pour cela, il doit satisfaire les besoins de la population, qui évoluent en fonction de leur classe sociale. Ces besoins peuvent se traduire par la nécessité de construire de nouvelles infrastructures (chapelle, taverne, école…) ou à la production de biens spécifiques (tissus, tabac, alcool, vêtements…). En cas de pénurie de certains biens de consommation, une partie de la population peut ainsi redescendre dans l’échelle sociale. Le système économique du jeu est basé sur la production de matières premières et leur transformation en produits manufacturés, qui peuvent ensuite être vendus. Les matières premières sont issues de l’exploitation des mines, pour la pierre, le fer et l’or, ou de l’agriculture pour le blé, la viande, la laine, le cacao, le tabac et les épices. Toutes les matières premières ne sont pas forcément disponibles sur l’île ou le joueur a installé sa colonie. Pour se les procurer, le joueur peut ainsi être amené à les acheter à d’autres nations ou à des indigènes, ou à installer une nouvelle colonie sur une autre île.
Si le jeu se focalise sur le développement économique d’une colonie, il intègre également une dimension militaire qui, sans être prépondérante, est néanmoins incontournable pour assurer la protection des colonies. Pour assurer sa défense, le joueur doit ainsi fabriquer des épées, des mousquets et des canons afin de former quatre types d’unités différentes : les fantassins, les cavaliers, les mousquetaires et les canonniers. Pour chaque colonie, il peut de plus construire des palissades, des tours de guet, des forts ou des châteaux. Il peut enfin construire des chantiers navals afin de fabriquer des navires de commerces ou de guerre.
Anno 1602 propose deux modes de jeu en solo. Le premier, le mode campagne propose une série de scénarios dans lesquels le joueur doit atteindre des objectifs, par exemple dépasser un certain seuil de population, avant de passer à la mission suivante. Dans le second, le mode en continu, le joueur a pour objectif de survivre, de se développer et de surpasser les autres nations présentes dans la même région du nouveau monde. Le jeu propose également un mode multijoueur, similaire au mode en continu, qui permet de s’affronter sur la même carte en réseau local (jusqu’à quatre joueur) ou par modem (deux joueurs).

## Extensions
Anno 1602 bénéficie de deux extensions. La première, Anno 1602 : Nouvelles Îles, Nouvelle Aventures est publiée en 1998 et est uniquement disponible en Allemagne. Elle intègre six nouvelles campagnes, vingt scénarios inédits et un éditeur de niveau qui permet au joueur de créer ses propres scénarios. Elle apporte également quelques améliorations de son système de jeu, notamment au niveau de son intelligence artificielle. La seconde, Anno 1602 : Au Nom des Rois, est publiée en 1999 et n’est également disponible qu’en Allemagne. Elle intègre six nouvelles campagnes, huit missions inédites pour le mode solo et cinq nouveaux scénarios pour le mode multijoueur.

## Accueil
| Anno 1602             |      |       |
| Média                 | Pays | Notes |
| Computer Gaming World | US   | 2.5/5 |
| Cyber Stratège        | FR   | 4/5   |
| GameSpot              | US   | 72 %  |
| Gen4                  | FR   | 4/6   |
| Joystick              | FR   | 74 %  |
| PC Gamer UK           | GB   | 81 %  |

À sa sortie, Anno 1602 fait l’objet d’une critique plutôt positive du journaliste Rémy Goavec dans le magazine Gen4 qui explique que s’il ne séduit pas par ses graphismes, son scénario ou sa musique mais plutôt par l’intelligence de son système de jeu. Sur le plan technique, il juge en effet que ses graphismes « bon enfant » sont loin de rivaliser avec ceux d’Age of Empires, que ses musiques sont « basiques » et que son scénario est « d’une banalité à pleurer ». Concernant son système de jeu, il salue en revanche l’« intelligence », la « complexité » et le « réalisme » de son système économique, ainsi que son intelligence artificielle, qu’il juge « plus futée » que la moyenne. Son principal reproche concerne la prédominance de l’aspect gestion du jeu sur l’aspect stratégie. Il déplore en effet que pendant de long moment, le joueur n’a qu’à surveiller la croissance de sa population et l’approvisionnement de ses entrepôts, ce qui rend le jeu un peu « morne », d’autant plus que les batailles se révèlent « ennuyeuses ». Il ajoute cependant que son mode multijoueur lui garantit une durée de vie « exceptionnelle », avant de conclure qu’il est largement suffisant pour patienter jusqu’à la sortie de The Settlers III. Concernant sa réalisation, le journaliste de Joystick est plus enthousiaste. Il juge en effet qu’il propose « des graphismes et des musiques de qualité » et que les nombreuses animations des cités offrent un spectacle « mignon » et « charmant ». Il est en revanche plus critique concernant son système de jeu. S’il salue la grande richesse de son système économique, il déplore en effet que les combats n’arrivent pas plus rapidement et qu’une fois que le dernier stade de développement est atteint, le jeu devient « répétitif » et « ennuyeux ». Pour expliquer ce problème, il met d’abord en avant le manque d’options sur le plan militaire, qui limite fortement les possibilités tactiques lors des combats. Il souligne également ses possibilités limitées sur le plan stratégique, du fait de n’avoir qu’une nation par île, du manque d’options en matière de diplomatie et d’exploration et du manque de diversité des nations indigènes. Il conclut ainsi que si sa réalisation et son système économique sont tout à fait correct, il devient « trop prévisible » une fois son aspect gestion maitrisé.
Anno 1602 rencontre un succès commercial sans précédent pour un jeu vidéo développé en Allemagne. Il dépasse ainsi le million de copies vendues en janvier 2000, avant sa sortie aux États-Unis, pour atteindre plus de 2,5 millions de copies vendues dans le monde en novembre 2002 (dont 250 000 copies vendues aux États-Unis),.

## Postérité
Anno 1602 bénéficie de six suites : Anno 1503 (2003), Anno 1701 (2006), Anno 1404 (2009), Anno 2070 (2011), Anno 2205 (2015) et Anno 1800 (2019).